# Ґіта (ім'я)
Ґі́та — жіноче ім'я, в різних мовах має різну етимологію.
- індійське: гінді गीता — пісня
- єврейське: їд. גיטע — хороша, добра
- англійське: давн-англ. Gȳð, англ. Gytha — подарунок[2]

Також ім'я Ґіта може виступати скороченою формою імен Бриґіта та Маргарита.

## Персоналії
- Ґіта Торкельсдоттір — мати останнього англосаксонського короля Англії Гарольда II
- Ґіта Вессекська — англосаксонська принцеса, дочка Гарольда II, дружина Володимира Мономаха
- Біренбаум Ґіта Василівна[ru] (1903—1952) — радянський психолог
- Балтер Ґіта Абрамівна (1911—1985) — радянський музикознавець та педагог

Від імені походить єврейське прізвище Ґітин.